# New Tab
New Tab est un roman de l'auteur québécois Guillaume Morissette.
Le roman a été publié en 2014 par Véhicule Press. Une traduction française, Nouvel Onglet, a été publiée par les Éditions du Boréal en 2016.
New Tab a été sélectionné par la Quebec Writers' Federation pour le Prix Hugh-MacLennan de fiction en 2014 et pour le Prix du Premier roman d'amazon.ca en 2015.

## Synopsis
New Tab suit une année dans la vie de Thomas, un concepteur de jeux vidéo canadien-français de vingt-six ans qui commence à vivre avec des colocataires anglophones dans le quartier Mile-End de Montréal.